# ستيفان لوندين
ستيفان لوندين (بالسويدية: Stefan Lundin)‏ هو مدرب كرة قدم ولاعب كرة قدم سويدي في مركز الهجوم، ولد في 7 مايو 1955 في Korskrogen ‏ في السويد. لعب مع أيك سولنا وغيفلي ونادي أوربرو.

## وصلات خارجية
- ستيفان لوندين على موقع قاعدة بيانات كرة القدم.إي يو (الإنجليزية)
- ستيفان لوندين على موقع عالم كرة القدم.نت (الإنجليزية)